# Waisale Serevi
Waisale Tikoisolomoni Serevi (20. května 1968, Suva) je bývalý fidžijský ragbista, který hrál jako útoková spojka, zadák a mlýnová spojka. Je považován za jednoho z nejlepších hráčů sedmičkového ragby historie. V roce 2013 byl jmenován do Světové ragbyové síně slávy.
Jako sedmičkový hráč vyhrál s Fidži mistrovství světa v letech 1997 a 2005. Dohromady se zúčastnil čtyř světových šampionátů, na kterých si připsal 297 bodů a 21 pětek. Ve World Rugby Sevens Series si připsal 1310 bodů. Získal zlatou medaili na Světových hrách v roce 2001 a 2005. V sezoně 2005/06 jako hrající trenér poprvé s Fidži vyhrál sedmičkovou ragbyovou sezonu. Trenérem byl s pauzou do roku 2009. Potom se k trénování vrátil, v letech 2018 a 2019 byl trenérem ruské sedmičkové reprezentace. V červnu 2024 byl jmenován trenérem indické reprezentace.
Za patnáctkovou reprezentaci odehrál 39 zápasů a připsal si 376 bodů. Zúčastnil se MS 1991, MS 1999 a MS 2003. S klubem Stade Montois vyhrál v roce 1998 a 2002 druhou nejvyšší francouzskou ligu.

## Klubová kariéra
- 1993 – 1996 Mitsubishi
- 1997 – 1998 Leicester
- 1998 – 2003 Stade Montois
- 2004 – Stade Bordelais
- 2004 – 2008 Staines